# Provincia de Sumatra Central
Sumatra Central (en indonesio: Sumatra Tengah) era una provincia de Indonesia cuyos territorios incluían la actual Sumatra Occidental, Riau, Jambi y las Islas Riau. Desde 1957, esta provincia no ha sido registrada como provincia de Indonesia después de que fuera disuelta por la Ley de Emergencia No. 19/1957 y dividida en las provincias de Sumatra Occidental, Riau y Jambi a través de la ley n°. 61/1958 por el gobierno de Sukarno.

## Historia

### Establecimiento
Después de la independencia de Indonesia, en la primera sesión del Comité Nacional Regional (KND), la provincia de Sumatra se dividió en tres subprovincias, a saber: Sumatra Septentrional, Sumatra Central y Sumatra Meridional. La provincia de Sumatra Central en sí era una fusión de tres regiones administrativas llamadas residencias, a saber: Residencia de Riau, Residencia de Sumatra Occidental y Residencia de Jambi.
Con la promulgación de la ley n°. 10/1948 el 15 de abril de 1948, se estipuló que Sumatra se dividió en tres provincias, cada una de las cuales tenía derecho a regular y administrar su propio territorio, a saber: Sumatra Septentrional, Sumatra Central y Sumatra Meridional. El 15 de abril de 1948 fue designado más tarde como el aniversario de la provincia de Sumatra Central.

### Disolución
La Ley de Emergencia N°. 19/1957 sobre el Establecimiento de las Regiones de Nivel I de Sumatra Occidental, Jambi y Riau fue ratificada el 9 de agosto de 1957 y entró en vigor el 10 de agosto de 1957. Esta ley se hizo con el fin de tener en cuenta en el desarrollo de la administración del estado y para llevar a cabo los esfuerzos del gobierno para establecer una región autónoma. Con la promulgación de la ley de emergencia n.º 19/1957, se revocó el Reglamento del Gobierno en lugar de la ley (perppu) n.º 4/1950 sobre el establecimiento de la provincia de Sumatra central y se crearon las provincias separadas de Riau, Sumatra Occidental y Jambi.